# Ханумян, Владимир Сергеевич
Владимир Сергеевич Ханумян (род. 16 ноября 1957 года, Тбилиси, Грузинская ССР, СССР) — российский медиаменеджер. Руководил медийными активами «СТС Медиа», «Национальной Медиа Группы», АФК «Система» и «Газпром-медиа». Член Академии российского телевидения с 2005 года.

## Биография
Владимир Ханумян родился в Тбилиси 16 ноября 1957 года. Свой профессиональный путь он начал корреспондентом газет «Молодёжь Грузии» и «Вечерний Тбилиси» после окончания Тбилисского государственного университета в 1979 году. В 1985 году был повышен до ответственного секретаря «Вечернего Тбилиси», а позднее исполнял обязанности заместителя главного редактора.
С 1996 года Владимир Ханумян работал в Story First Communications («СТС Медиа»). Он был коммерческим директором телеканала «СТС-Москва» до 1997 года, в 1997—1998 — генеральным директором. В 1999—2004 годах Ханумян возглавлял холдинг «СТС-Регион», объединяющий региональные активы телекомпании, после чего перешёл на позицию исполнительного директора «СТС Медиа». В этом качестве он занимался операционным управлением и подготовкой первичного публичного предложения «СТС Медиа» на нью-йоркской бирже NASDAQ. Параллельно с 2005 по 2008 год он работал первым заместителем генерального директора телеканалов «СТС» и «Домашний».
Осенью 2008 года Ханумян покинул «СТС Медиа» после 12 лет работы. Летом следующего года он возглавил дочернюю структуру «Национальной Медиа Группы» — «НМГ-ТВ», учреждённую для управления телеканалом «РЕН ТВ» и «Пятым каналом». Совместно с главой экспертного совета «Национальной Медиа Группы» Александром Роднянским и главным продюсером «Пятого» Натальей Никоновой он разрабатывал новую концепцию канала. Сотрудничество с холдингом завершилось в конце 2010 года, а весной 2012 Ханумян был приглашён на пост первого вице-президента, управляющего директора компании «Система Масс-медиа» — структуры АФК «Система». Летом следующего года он перешёл на пост президента компании, который занимал до перехода в холдинг «Газпром-медиа» в феврале 2014 года.
В «Газпром-медиа» Ханумян занял пост заместителя председателя правления и одновременно был назначен президентом медиахолдинга «Профмедиа», покупка которого у «Интерроса» Владимира Потанина завершилась в конце февраля. В зону ответственности Ханумяна попали принадлежащие «Газпром-медиа» развлекательные каналы «ТНТ», «ТВ-3», «2x2» и «Пятница!» и некоторые другие контентные подразделения. В июле 2014 года он вошёл в состав правления «Газпром-медиа». Вскоре после ухода Михаила Лесина с поста председателя правления холдинга в декабре 2014 года Ханумян подал заявление об отставке.
В январе 2016 года начали действовать ограничения на участие иностранцев в российских СМИ, которые вынудили иностранные компании менять структуру владения своими медийными активами. В феврале 2016 года 80 % Sony Pictures Television (российские редакции кабельных телеканалов Sony Entertainment Television, Sony Turbo и Sony Sci-Fi) были проданы Ханумяну. В общении с репортёрами информационного агентства Rambler News Service медиаменеджер отмечал, что не планирует кадровых перестановок на телеканалах или других существенных изменений. В феврале 2018 года доля Ханумяна в телеканалах Sony была передана «Национальной Медиа Группе».

## Награды
Ханумян — лауреат отраслевой премии «Медиа-менеджер России», которую он получил в 2007 году, находясь на позиции исполнительного директора «СТС-Медиа». Осенью 2014 года в качестве заместителя председателя правления «Газпром-медиа» Ханумян занял 5-е место в категории «Медиабизнес» рейтинга высших руководителей, составленном Ассоциацией менеджеров России и издательским домом «Коммерсантъ».